# صيتة بنت فهد الدامر
صيتة بنت فهد بن محمد الدامر (25 يونيو 1922 - 25 ديسمبر 2012) هي إحدى زوجات الملك خالد بن عبد العزيز آل سعود.

## حياتها
كانت صيتة بنت فهد من قبيلة العجمان في قرية البدية، وهي ابنة أخت وسمية الدامر، زوجة عبد الله بن جلوي بن تركي آل سعود.
تزوجت صيتة من الملك خالد بن عبد العزيز آل سعود. ابنها هو الأمير فيصل بن خالد بن عبد العزيز آل سعود. وابنتها هي الأميرة موضي بنت خالد بن عبد العزيز آل سعود، التي تعتبر أول امرأة عضوة في مجلس الشورى السعودي.

## أبناؤها وبناتها
- الجوهرة بنت خالد بن عبد العزيز آل سعود. متزوجة من خالد بن عبد الله الفيصل بن عبد العزيز آل سعود ولها من الأبناء محمد.
- نوف بنت خالد بن عبد العزيز آل سعود. كانت متزوجة من محمد بن عبد الله الفيصل بن عبد العزيز آل سعود ولها من الأبناء تركي، نورة، خالد، و فهد.
- فهد بن خالد بن عبد العزيز آل سعود (توفي صغيرًا).
- موضي بنت خالد بن عبد العزيز آل سعود. متزوجة من عبد الرحمن الفيصل بن عبد العزيز آل سعود ولها من الأبناء سارة، سعود، و البندري (متوفاة).[7]
- حصة بنت خالد بن عبد العزيز آل سعود (توفيت عن عمر يناهز 59 عامًا، وصلي عليها بعد صلاة عصر يوم الجمعة 13 ذو الحجة 1431 هـ في المسجد الحرام في مكة المكرمة).[8] متزوجة من عبد الله بن فيصل بن تركي الأول بن عبد العزيز آل سعود ولها من الأبناء فيصل، طلال، و خالد.
- البندري بنت خالد بن عبد العزيز آل سعود. كانت متزوجة من بدر بن عبد المحسن بن عبد العزيز آل سعود ولها من الأبناء خالد، العنود، صيتة، بسمة، و سلمى.
- مشاعل بنت خالد بن عبد العزيز آل سعود (توفيت عن عمر يناهز 59 عامًا، وصلي عليها بعد صلاة عصر يوم الإثنين  28 جمادى الآخرة 1435 هـ في جامع الإمام تركي بن عبد الله في مدينة الرياض).[9] متزوجة من محمد بن عبد الله بن محمد بن عبد الرحمن آل سعود ولها من البنات نوف (متزوجة من بندر بن خالد الفيصل بن عبد العزيز آل سعود).
- فيصل بن خالد بن عبد العزيز آل سعود (أمير منطقة عسير سابقًا).

## وفاتها
توفيت صيتة بنت فهد بن محمد الدامر في العاصمة الرياض في يوم الثلاثاء 12 صفر 1434هـ الموافق 25 ديسمبر 2012. جرت جنازتها بعد صلاة العصر بحضور مفتي السعودية عبد العزيز بن عبد الله آل الشيخ في جامع الإمام تركي بن عبد الله في الرياض يوم الأربعاء ١٣ صفر 1434هـ الموافق 26 ديسمبر 2012، وقد حضر الجنازة كبار المسؤولين السعوديين، بما في ذلك الملك سلمان بن عبد العزيز آل سعود.